# West Burnett River
West Burnett River är ett vattendrag i Australien. Det ligger i delstaten Queensland, omkring 330 kilometer nordväst om delstatshuvudstaden Brisbane.
I omgivningarna runt West Burnett River växer huvudsakligen savannskog. Trakten runt West Burnett River är nära nog obefolkad, med mindre än två invånare per kvadratkilometer. Genomsnittlig årsnederbörd är 1 122 millimeter. Den regnigaste månaden är januari, med i genomsnitt 242 mm nederbörd, och den torraste är september, med 32 mm nederbörd.